# Nekrolog 2. Quartal 1982
Nekrolog
◄◄
| ◄
| 1978
| 1979
| 1980
| 1981
| 1982 | 1983 | 1984 | 1985 | 1986 | ► | ►►
1. Quartal |
2. Quartal |
3. Quartal |
4. Quartal 1982
Weitere Ereignisse | Allgemeiner Nekrolog 1982
Die Beschreibung der verstorbenen Person sollte so kurz wie möglich gehalten sein und nur deren signifikante Tätigkeit(en) enthalten.
Neue Namen ggf. auch unter dem Geburts- und Sterbedatum, also etwa unter 1. Januar und im Geburts- und Sterbejahr (2024) eintragen (nur bei entsprechender großer Wichtigkeit). Für Beispiele siehe die schon vorhandenen Artikel.
Außerdem über die fünf zuletzt Verstorbenen, zu denen es einen ausreichend guten Artikel für eine Präsentation auf der Hauptseite gibt, nach der todesbedingten Überarbeitung der Artikel ggf. auch unter Wikipedia Diskussion:Hauptseite informieren und sie am besten auch in den anderen Wikipedia-Sprachversionen eintragen. Tipp: Regelmäßig bei news.google.de nach „ist tot“, „gestorben“ oder „verstorben“ suchen.
Wenn eine Person gestorben ist, gibt es viele Seiten zu dieser Person in der Wikipedia, die davon auch betroffen sind und entsprechend aktualisiert werden müssen. Beispiele: Namenübersichtsseite, Geburtsjahr, Geburtsort-Seiten und viele mehr.
Wie finde ich die betroffenen Seiten?
Im Suchfeld auf der linken Seite gibt man den Suchbegriff so ein: „Vorname Nachname“. Dann klickt man auf Volltext und alle Seiten mit entsprechendem Suchtext werden aufgerufen. Hier sieht man dann schnell, wo auch das Todesjahr Sinn macht oder sogar ein Teil des Artikels angepasst werden muss. Auch hilft das „Werkzeug“ auf der linken Seite sehr gut, um solche Seiten aufzufinden: „Links auf diese Seite“. Somit ist die Wikipedia wieder aktuell in allen Bereichen! Hinweis: bei Eintragung der Kategorie „Gestorben JAHR“ wird der Missbrauchsfilter 49 ausgelöst, was jedoch nicht schlimm ist. Siehe: Spezial:Missbrauchsfilter/49
Dies ist eine Liste von im zweiten Quartal 1982 verstorbenen bekannten Persönlichkeiten. Die Einträge erfolgen innerhalb der einzelnen Daten alphabetisch sortiert. Tiere sind im Nekrolog für Tiere zu finden.

## April
| Tag       | Name                                             | Beruf, bekannt als                                                                              | Alter | Beleg |
| --------- | ------------------------------------------------ | ----------------------------------------------------------------------------------------------- | ----- | ----- |
| 1. April  | Rudolf Herold                                    | deutscher Komponist                                                                             | 88    |       |
| 1. April  | Harry Ferdinand Olson                            | US-amerikanischer Erfinder                                                                      | 80    |       |
| 1. April  | Ann Richards                                     | US-amerikanische Jazzsängerin                                                                   | 46    |       |
| 02. April | Hannes de Boer                                   | niederländischer Leichtathlet                                                                   | 82    |       |
| 2. April  | Sam Coslow                                       | US-amerikanischer Songwriter, Komponist und Filmproduzent                                       | 79    |       |
| 2. April  | Mehmet Nazif Gerçin                              | türkischer Fußballspieler                                                                       | 81    |       |
| 2. April  | Hans von Heppe                                   | deutscher Beamter und Staatssekretär                                                            | 74    |       |
| 2. April  | Sepp Hopfer                                      | österreichischer Malermeister und Politiker (SPÖ), Abgeordneter zum Nationalrat                 | 84    |       |
| 2. April  | Bernard Hügl                                     | jugoslawischer Fußballspieler und -trainer                                                      | 84    |       |
| 3. April  | Andrew Biemiller                                 | US-amerikanischer Politiker                                                                     | 75    |       |
| 3. April  | Wilhelm Hanebal                                  | deutscher Bildhauer                                                                             | 76    |       |
| 3. April  | Warren Oates                                     | US-amerikanischer Schauspieler                                                                  | 53    |       |
| 3. April  | Werner Röwekamp                                  | deutscher Schauspieler, Autor und Regisseur                                                     | 53    |       |
| 3. April  | Richard Stegmann                                 | deutscher Kornett- und Trompetenvirtuose                                                        | 93    |       |
| 4. April  | Arvo Närvänen                                    | finnischer Fußball- und Bandyspieler                                                            | 77    |       |
| 4. April  | Gerhard Rautenberg                               | deutscher Verlagsbuchhändler in Königsberg und Leer                                             | 77    |       |
| 5. April  | Johannes Blanckmeister                           | deutscher Forstbeamter und Forstwissenschaftler                                                 | 83    |       |
| 5. April  | Abe Fortas                                       | US-amerikanischer Jurist, Richter am Obersten Gerichtshof der Vereinigten Staaten               | 71    |       |
| 5. April  | Werner Porstmann                                 | deutscher Radiologe und Kardiologie                                                             | 61    |       |
| 5. April  | Toni Stadler junior                              | deutscher Bildhauer und Zeichner                                                                | 93    |       |
| 6. April  | Joseph Kampé de Fériet                           | französischer Angewandter Mathematiker und Hochschullehrer für Mechanik                         | 89    |       |
| 6. April  | Otto Freitag                                     | deutscher Fußballspieler                                                                        | 84    |       |
| 6. April  | Erhard Kietz                                     | deutscher Physiker                                                                              | 72    |       |
| 6. April  | Don Lockhart                                     | kanadischer Eishockeyspieler                                                                    | 51    |       |
| 6. April  | Gertrud Papendick                                | deutsche Lehrerin und Schriftstellerin                                                          | 92    |       |
| 6. April  | Walter Reinhold                                  | deutscher Bildhauer                                                                             | 84    |       |
| 6. April  | Pawel Alexejewitsch Rotmistrow                   | sowjetischer Hauptmarschall und Hochschullehrer                                                 | 80    |       |
| 6. April  | Alexander Steinbrecher                           | österreichischer Komponist                                                                      | 71    |       |
| 06. April | Göran Unger                                      | schwedischer Leichtathlet                                                                       | 82    |       |
| 6. April  | Paul Wiens                                       | deutscher Lyriker, Übersetzer und Autor von Hörspielen und Drehbüchern                          | 59    |       |
| 7. April  | Harald Ertl                                      | österreichisch-deutscher Rennfahrer                                                             | 33    |       |
| 7. April  | Max Herm                                         | deutscher Politiker (KPD, SED), MdR                                                             | 82    |       |
| 7. April  | Ernst Kuster                                     | deutscher Fußballspieler                                                                        | 42    |       |
| 7. April  | Stig Lindberg                                    | schwedischer Designer                                                                           | 65    |       |
| 7. April  | Karl Montag                                      | deutscher Geigenbauer                                                                           | 65    |       |
| 7. April  | Manfred Schott                                   | deutscher Schauspieler und Synchronsprecher                                                     | 46    |       |
| 8. April  | Susan Alamo                                      | US-amerikanische Evangelistin und Predigerin der Pfingstbewegung                                | 56    |       |
| 8. April  | Fritz Bolle                                      | deutscher Zoologe und Autor                                                                     | 73    |       |
| 8. April  | José Abraham Martínez Betancourt                 | mexikanischer Geistlicher, Bischof von Tacámbaro                                                | 79    |       |
| 08. April | Katherine Rawls                                  | US-amerikanische Schwimmerin und Wasserspringerin                                               | 64    |       |
| 8. April  | Gerda von Schütz                                 | deutsche Politikerin (CDU), MdA                                                                 | 88    |       |
| 8. April  | Tommy Tomlinson                                  | US-amerikanischer Country- und Rockabilly-Musiker                                               | 51    |       |
| 9. April  | Bruno Beater                                     | deutscher Generaloberst und stellvertretender Minister für Staatssicherheit der DDR             | 68    |       |
| 9. April  | Anton Grzywienski                                | österreichischer Techniker                                                                      | 83    |       |
| 9. April  | Turan Güneş                                      | türkischer Rechtswissenschaftler, Hochschullehrer und Politiker                                 |       |       |
| 9. April  | Robert Havemann                                  | deutscher Chemiker, Politiker (KPD, SED), MdV und Regimekritiker in der DDR                     | 72    |       |
| 9. April  | Max Herzberger                                   | deutschamerikanischer Mathematiker                                                              | 83    |       |
| 9. April  | Natalija Ossadtscha-Janata                       | ukrainische Botanikerin                                                                         | 90    |       |
| 9. April  | Wilfrid Pelletier                                | kanadischer Dirigent und Pianist                                                                | 85    |       |
| 9. April  | Horace Seely-Brown                               | US-amerikanischer Politiker                                                                     | 73    |       |
| 10. April | Peter Brückner                                   | deutscher Sozialpsychologe, Hochschullehrer und Autor                                           | 59    |       |
| 10. April | Hans Eschebach                                   | deutscher Architekt, Stadtplaner und Bauforscher                                                | 72    |       |
| 10. April | Kurt Eulenburg                                   | deutscher Musikverleger                                                                         | 103   |       |
| 10. April | Maria Ferschl                                    | österreichische Lehrerin, Schriftstellerin und Kirchenlieddichterin                             | 87    |       |
| 10. April | Johannes Künzig                                  | deutscher Volkskundler und Institutsbegründer                                                   | 84    |       |
| 10. April | Cornelis van Staveren                            | niederländischer Segler                                                                         | 92    |       |
| 11. April | Silvio Luoni                                     | italienischer Geistlicher, römisch-katholischer Erzbischof und Diplomat des Heiligen Stuhls     | 61    |       |
| 11. April | Dan Minor                                        | US-amerikanischer Jazzmusiker (Posaune)                                                         | 72    |       |
| 11. April | Hans Schumacher                                  | deutscher Architekt                                                                             | 90    |       |
| 12. April | Lenny Baker                                      | US-amerikanischer Theaterschauspieler                                                           | 37    |       |
| 12. April | Eugène Canseliet                                 | französischer Alchemist und esoterischer Schriftsteller                                         | 82    |       |
| 12. April | August Claas                                     | deutscher Unternehmer                                                                           | 94    |       |
| 12. April | Huguette Duflos                                  | französische Bühnen- und Filmschauspielerin                                                     | 94    |       |
| 12. April | Gustav Hans Graber                               | Schweizer Psychologe und Psychoanalytiker                                                       | 88    |       |
| 12. April | Anthony Greenwood, Baron Greenwood of Rossendale | britischer Politiker, Mitglied des House of Commons                                             | 70    |       |
| 12. April | Thomas T. Handy                                  | US-amerikanischer Offizier, Oberbefehlshaber der US Army in Europa                              | 90    |       |
| 12. April | Erwin Riegel                                     | deutscher Journalist und Politiker (SPD), MdL                                                   | 60    |       |
| 12. April | Alfred Ritz                                      | deutscher Brigadegeneral                                                                        | 68    |       |
| 12. April | Sigurður Sigurðsson                              | isländischer Leichtathlet                                                                       | 67    |       |
| 12. April | Hilmar Sturm                                     | österreichischer Bergsteiger                                                                    | 42    |       |
| 12. April | Maurice Ville                                    | französischer Radrennfahrer und Schrittmacher                                                   | 80    |       |
| 13. April | Julius R. Blum                                   | US-amerikanischer Mathematiker und Statistiker                                                  |       |       |
| 13. April | Bushy Graham                                     | italo-amerikanischer Boxer                                                                      | 76    |       |
| 14. April | Valerie Boothby                                  | deutsche Schauspielerin und Jugendbuchautorin                                                   | 77    |       |
| 14. April | Thea Elisabeth Haevernick                        | deutsche Prähistorikerin                                                                        | 82    |       |
| 14. April | Carl L. Kirmse                                   | deutscher Filmarchitekt                                                                         | 93    |       |
| 15. April | Louis Augros                                     | französischer Geistlicher                                                                       | 84    |       |
| 15. April | Riccardo Billi                                   | italienischer Schauspieler                                                                      | 75    |       |
| 15. April | Bernhard Bohmeier                                | deutscher Politiker und Landrat                                                                 | 66    |       |
| 15. April | Muhammad Abd as-Salam Faradsch                   | islamischer Aktivist                                                                            |       |       |
| 15. April | Louis de Guiringaud                              | französischer Politiker und Diplomat                                                            | 70    |       |
| 15. April | Wilhelm Huth                                     | deutscher SS-Brigadeführer und Regierungspräsident                                              | 85    |       |
| 15. April | Chalid Islambuli                                 | radikal-islamistischer Armeeoffizier türkischer Herkunft                                        | 27    |       |
| 15. April | Arthur Lowe                                      | britischer Schauspieler                                                                         | 66    |       |
| 15. April | Christoforos Stratos                             | griechischer Politiker, Abgeordneter und Minister                                               |       |       |
| 15. April | Hans Weisz                                       | rumäniendeutscher Kirchenmusiker und Komponist                                                  | 78    |       |
| 16. April | Anatoli Nikolajewitsch Alexandrow                | russischer Komponist                                                                            | 93    |       |
| 16. April | Reimar Dahlgrün                                  | deutscher Pianist, Publizist und Hochschullehrer                                                | 68    |       |
| 16. April | Hermann Diebäcker                                | deutscher Politiker (CDU), MdB                                                                  | 71    |       |
| 16. April | Rudi Knees                                       | deutscher Motorradrennfahrer                                                                    | 74    |       |
| 16. April | Tomás Lozano                                     | mexikanischer Fußballspieler                                                                    | 69    |       |
| 16. April | Joseph Peckover                                  | US-amerikanischer Studienkomponist                                                              | 85    |       |
| 16. April | Gustav Peinemann                                 | deutscher Leichtathlet                                                                          | 73    |       |
| 16. April | Herbert Walter Samuel                            | deutscher Politiker (FDP), MdHB                                                                 | 80    |       |
| 16. April | Edward W. Wilson                                 | schottischer Badmintonspieler                                                                   | 74    |       |
| 16. April | Rudolf Schultz                                   | deutscher Politiker (NSDAP)                                                                     | 86    |       |
| 17. April | Maximiliane Ackers                               | deutsche Schriftstellerin, Drehbuchautorin und Schauspielerin                                   | 85    |       |
| 17. April | Siegfried Barchet                                | deutscher Cellist und Komponist                                                                 | 63    |       |
| 17. April | Georg Nerlich                                    | deutscher Maler und Graphiker                                                                   | 90    |       |
| 18. April | Elisabeth Bitterling-Wolters                     | deutsche Malerin                                                                                | 89    |       |
| 18. April | Gaylord Harnwell                                 | US-amerikanischer Physiker                                                                      | 78    |       |
| 18. April | Elly Ley                                         | deutsche Politikerin (DVP, FDP), MdBB                                                           | 94    |       |
| 18. April | Ōguri Hiroshi                                    | japanischer Komponist und Hornist                                                               | 63    |       |
| 18. April | Nina Popelíková                                  | tschechoslowakische Schauspielerin und Synchronsprecherin                                       | 61    |       |
| 19. April | Erwin Casmir                                     | deutscher Fechter                                                                               | 86    |       |
| 19. April | Jürgen Eggebrecht                                | deutscher Schriftsteller und Lektor                                                             | 83    |       |
| 19. April | Alfred Eisenack                                  | deutscher Paläontologe                                                                          | 90    |       |
| 19. April | Wilhelm Muhs                                     | deutscher Politiker (SPD), MdL                                                                  | 71    |       |
| 19. April | Hermann Richter                                  | deutscher Volkswirt und Manager                                                                 | 79    |       |
| 19. April | Gerry M. Roxas                                   | philippinischer Politiker                                                                       | 56    |       |
| 19. April | Erik Then-Bergh                                  | deutscher Pianist und Musikpädagoge                                                             | 65    |       |
| 20. April | Georg Bilkenroth                                 | deutscher Verfahrenstechniker                                                                   | 84    |       |
| 20. April | Rudolf Christ                                    | österreichischer Opernsänger (Tenor)                                                            | 66    |       |
| 20. April | Walter Eiardt                                    | deutscher Politiker (SPD), MdL                                                                  | 89    |       |
| 20. April | Friedrich-Wilhelm Goldenbogen                    | deutscher Politiker                                                                             | 68    |       |
| 20. April | Manfred Gottschalk                               | Bischof von Oudtshoorn                                                                          | 50    |       |
| 20. April | Archibald MacLeish                               | US-amerikanischer Dichter und Politiker                                                         | 89    |       |
| 20. April | Edgar Norris                                     | kanadischer Ruderer                                                                             | 79    |       |
| 20. April | Ingvar Olsson                                    | schwedischer Handball- und Fußballspieler                                                       | 58    |       |
| 20. April | Aco Šopov                                        | jugoslawischer bzw. mazedonischer Autor                                                         | 58    |       |
| 20. April | Bernhard Thieme                                  | deutscher Wirtschaftsfunktionär in der DDR                                                      | 55    |       |
| 20. April | Julius Tinzmann                                  | deutscher Schriftsteller, Hörspielautor und Maler                                               | 75    |       |
| 20. April | Ernst Waldau                                     | deutscher Theaterleiter und Schauspieler                                                        | 78    |       |
| 20. April | Wolf von Westarp                                 | deutscher Politiker (SRP), MdL                                                                  | 71    |       |
| 20. April | Fritz Zeuner                                     | deutscher Agrarfunktionär und Politiker (SED), Vorsitzender der VdgB                            | 61    |       |
| 21. April | Agnes Gutter                                     | Schweizer Märchen-, Kinder- und Jugendliteraturforscherin                                       | 64    |       |
| 21. April | Paul Kaufmann                                    | deutscher Theologe                                                                              | 92    |       |
| 21. April | Alieu Badara N’Jie                               | gambischer Außenminister                                                                        |       |       |
| 21. April | Joe Sawyer                                       | kanadischer Filmschauspieler deutscher Herkunft                                                 | 75    |       |
| 21. April | Magdalene Stange-Freerks                         | deutsche Schriftstellerin                                                                       | 96    |       |
| 21. April | Peter Stühlen                                    | deutscher Schriftsteller                                                                        | 81    |       |
| 21. April | Cotton Warburton                                 | US-amerikanischer Filmeditor und Footballspieler                                                | 70    |       |
| 22. April | Carl Beck                                        | Schweizer Politiker (CVP) und Landwirt                                                          | 88    |       |
| 22. April | Ida Grund                                        | deutsche Politikerin (SPD), Mitglied des Abgeordnetenhauses von Berlin                          | 71    |       |
| 22. April | Friedrich Merzbacher                             | deutscher Rechtswissenschaftler und Hochschullehrer                                             | 58    |       |
| 22. April | Erich Paterna                                    | deutscher Historiker                                                                            | 85    |       |
| 22. April | Stanley Roberts                                  | US-amerikanischer Drehbuchautor                                                                 | 65    |       |
| 22. April | Hermann Stutte                                   | deutscher Kinder- und Jugendpsychiater                                                          | 72    |       |
| 22. April | Fred Williams                                    | australischer Maler und Grafiker                                                                | 55    |       |
| 23. April | Paul Achkar                                      | syrischer Erzbischof                                                                            | 89    |       |
| 23. April | Sidney A. Fine                                   | US-amerikanischer Jurist und Politiker                                                          | 78    |       |
| 23. April | Hans-Rudolf von Gaertner                         | deutscher Geologe                                                                               | 76    |       |
| 23. April | Francisco da Luz Rebelo Gonçalves                | portugiesischer Romanist, Lusitanist, Altphilologe und Lexikograf                               | 74    |       |
| 23. April | Andreas Munkert                                  | deutscher Fußballspieler                                                                        | 74    |       |
| 23. April | Walter Pelletier                                 | deutscher Unternehmer                                                                           | 81    |       |
| 23. April | William Cameron Townsend                         | US-amerikanischer Bibelübersetzer                                                               | 85    |       |
| 23. April | Hans Wühr                                        | deutscher Kunsthistoriker und Autor                                                             | 91    |       |
| 24. April | John M. Ashbrook                                 | US-amerikanischer Politiker                                                                     | 53    |       |
| 24. April | Awalmir                                          | afghanischer Musiker                                                                            |       |       |
| 24. April | Bernhard Beschoren                               | deutscher Geologe                                                                               | 83    |       |
| 24. April | Sérgio Buarque de Holanda                        | brasilianischer Journalist, Schriftsteller und Historiker                                       | 79    |       |
| 24. April | Sigrid Horne-Rasmussen                           | dänische Schauspielerin                                                                         | 66    |       |
| 24. April | Ville Ritola                                     | finnischer Leichtathlet                                                                         | 86    |       |
| 24. April | Ernestine von Trott zu Solz                      | deutsche Begründerin des Landheims Salem                                                        | 93    |       |
| 25. April | Boris Fjodorowitsch Andrejew                     | sowjetischer Schauspieler                                                                       | 67    |       |
| 25. April | William Riley Burnett                            | US-amerikanischer Schriftsteller und Drehbuchautor                                              | 82    |       |
| 25. April | John Cody                                        | US-amerikanischer Geistlicher und römisch-katholischer Erzbischof von Chicago                   | 74    |       |
| 25. April | Paul de Vree                                     | belgischer Autor, Maler und Grafiker                                                            | 72    |       |
| 25. April | Karl August Hahne                                | deutscher baptistischer Geistlicher und evangelischer Pfarrer                                   | 76    |       |
| 25. April | Willy Haubrichs                                  | deutscher Jurist und Hochschullehrer für Steuerrecht                                            | 70    |       |
| 25. April | Michail Mitrofanowitsch Malzew                   | sowjetischer Generalmajor der Roten Armee                                                       | 77    |       |
| 26. April | Paul Béchard                                     | französischer Politiker, Mitglied der Nationalversammlung                                       | 82    |       |
| 26. April | Chaim Grade                                      | russischer Schriftsteller und Dichter                                                           | 72    |       |
| 26. April | Felix Greissle                                   | österreichischer Dirigent und Musikverleger                                                     | 87    |       |
| 26. April | Heinrich Hunziker                                | Schweizer Mediziner                                                                             | 102   |       |
| 26. April | Celia Johnson                                    | britische Schauspielerin                                                                        | 73    |       |
| 26. April | Georg Rompel                                     | deutscher katholischer Geistlicher, päpstlicher Hausprälat und Ehrendomherr des Bistums Limburg | 84    |       |
| 26. April | Karl August von Thurn und Taxis                  | deutscher Adeliger, Chef des Hauses Thurn und Taxis (1971–1982)                                 | 83    |       |
| 27. April | Gordon Dines                                     | britischer Kameramann                                                                           | 70    |       |
| 27. April | Johannes Hentschel                               | deutscher Techniker im Führerbunker                                                             | 73    |       |
| 27. April | „Max Kalcher“ – Versionsunterschied[neue Notiz]  | österreichisch-deutscher Politiker (NSDAP), MdR                                                 | 70    |       |
| 27. April | Hans Kunz                                        | Schweizer Philosoph, Psychologe und Botaniker                                                   | 77    |       |
| 27. April | Meinrad Natmeßnig                                | österreichischer Bankdirektor und nationalsozialistischer Funktionär                            | 90    |       |
| 27. April | Heinrich Schumacher                              | deutscher Politiker (CDU)                                                                       | 82    |       |
| 27. April | Tom Tully                                        | US-amerikanischer Film- und Theaterschauspieler                                                 | 73    |       |
| 27. April | Woo Bum-kon                                      | südkoreanischer Polizist                                                                        | 27    |       |
| 28. April | Gerhard Fanselau                                 | deutscher Geophysiker                                                                           | 77    |       |
| 28. April | Richard Gogan                                    | irischer Politiker                                                                              | 82    |       |
| 28. April | Murray McEachern                                 | kanadischer Jazz-Posaunist und Altsaxophonist                                                   | 66    |       |
| 28. April | Joseph Moore                                     | US-amerikanischer Eisschnellläufer                                                              | 81    |       |
| 28. April | Richard Schneider                                | deutscher Fußballspieler und Trainer                                                            | 62    |       |
| 29. April | Enrique Alvear Urrutia                           | chilenischer Bischof                                                                            | 66    |       |
| 29. April | Heiner Braasch                                   | deutscher Reeder und Finanzmakler                                                               |       |       |
| 29. April | Raymond Bussières                                | französischer Schauspieler                                                                      | 74    |       |
| 29. April | Cavit Cav                                        | türkischer Radrennfahrer                                                                        | 77    |       |
| 29. April | Herbert Collum                                   | deutscher Organist und Professor für Cembalo                                                    | 67    |       |
| 29. April | Edith Geheeb                                     | deutsche Reformpädagogin                                                                        | 96    |       |
| 29. April | Hans Jenisch                                     | deutscher Offizier, zuletzt Kapitän zur See der Bundesmarine                                    | 68    |       |
| 29. April | Jimmy Jones                                      | US-amerikanischer Jazzpianist und Arrangeur                                                     | 63    |       |
| 29. April | Kassim al-Rimawi                                 | jordanischer Politiker                                                                          |       |       |
| 30. April | Lester Bangs                                     | US-amerikanischer Musikjournalist, Autor und Musiker                                            | 33    |       |
| 30. April | Taisen Deshimaru                                 | japanischer Zen-Meister                                                                         | 67    |       |
| 30. April | Kristinn Guðmundsson                             | isländischer Politiker                                                                          | 84    |       |
| 30. April | Pio La Torre                                     | italienischer Politiker                                                                         | 54    |       |
| April     | Albert Künzler                                   | Schweizer Eishockeyspieler                                                                      | 71    |       |

## Mai
| Tag     | Name                              | Beruf, bekannt als                                                                                              | Alter | Beleg |
| ------- | --------------------------------- | --- | ----- | ----- |
| 1. Mai  | Emil Georgiew                     | bulgarischer Literaturhistoriker                                                                                | 72    |       |
| 1. Mai  | Gyula Kertész                     | ungarischer Fußballspieler und -trainer                                                                         | 94    |       |
| 1. Mai  | Heinrich Olligs                   | deutscher Industrieller                                                                                         | 81    |       |
| 1. Mai  | William Primrose                  | britischer Bratschist und Pädagoge                                                                              | 77    |       |
| 1. Mai  | Margaret Sheridan                 | US-amerikanische Schauspielerin                                                                                 | 55    |       |
| 1. Mai  | Michail Jakowlewitsch Sjusjumow   | russischer Historiker                                                                                           | 88    |       |
| 1. Mai  | Wolfgang Stammberger              | deutscher Politiker (FDP, SPD), MdB                                                                             | 61    |       |
| 1. Mai  | Wladimir Awgustowitsch Stenberg   | schwedisch-russischer Grafiker                                                                                  | 83    |       |
| 1. Mai  | Walther Wenck                     | deutscher Generalleutnant, Oberbefehlshaber der 12. Armee im Zweiten Weltkrieg, und Manager                     | 81    |       |
| 2. Mai  | Salomon Bochner                   | US-amerikanischer Mathematiker                                                                                  | 82    |       |
| 2. Mai  | Helmut Dantine                    | US-amerikanischer Schauspieler und Produzent                                                                    | 64    |       |
| 2. Mai  | Patrick Dooley                    | irischer Politiker                                                                                              | 72    |       |
| 2. Mai  | Hugh Marlowe                      | US-amerikanischer Schauspieler und Radiomoderator                                                               | 71    |       |
| 2. Mai  | Evangelos P. Papanoutsos          | griechischer Pädagoge, Lehrer, Philosoph, Essayist und Übersetzer                                               | 81    |       |
| 2. Mai  | William Sefton                    | US-amerikanischer Leichtathlet                                                                                  | 67    |       |
| 2. Mai  | Wini Shaw                         | US-amerikanische Schauspielerin und Sängerin                                                                    |       |       |
| 3. Mai  | Mohamed Seddik Benyahia           | algerischer Politiker und Diplomat                                                                              | 50    |       |
| 3. Mai  | Antoine Dubreil                   | französischer Autorennfahrer                                                                                    | 85    |       |
| 3. Mai  | Hans Fürstenberg                  | deutsch-französischer Bankier und Bibliophiler                                                                  | 92    |       |
| 3. Mai  | Óscar Freire de Vasconcelos Ruas  | portugiesischer Offizier und Gouverneur von Portugiesisch-Timor                                                 | 83    |       |
| 3. Mai  | Werner Schwier                    | deutscher Schauspieler und Fernsehmoderator                                                                     | 60    |       |
| 3. Mai  | Henri Tajfel                      | britischer Sozialpsychologe                                                                                     | 62    |       |
| 3. Mai  | Aleksandar Vesic                  | US-amerikanischer Geotechniker                                                                                  | 57    |       |
| 4. Mai  | Paul Dörflinger                   | deutscher Fußballspieler                                                                                        | 27    |       |
| 4. Mai  | Harry Hays                        | kanadischer Unternehmer, Landwirt und Politiker                                                                 | 72    |       |
| 4. Mai  | Barnett Janner, Baron Janner      | britischer Adeliger und Politiker, (Liberal Party; Labour Party (UK))                                           | 89    |       |
| 4. Mai  | Benedicta Maria Kempner           | deutsche Soziologin und Publizistin                                                                             | 77    |       |
| 4. Mai  | Guido von Mengden                 | deutscher Sportfunktionär im Nationalsozialismus                                                                | 85    |       |
| 4. Mai  | Leo W. O’Brien                    | US-amerikanischer Politiker                                                                                     | 81    |       |
| 4. Mai  | Adolf Richner                     | Schweizer Politiker (SP)                                                                                        | 73    |       |
| 4. Mai  | Fritz Schellhorn                  | deutscher Diplomat                                                                                              | 93    |       |
| 4. Mai  | Dieter aus dem Siepen             | deutscher Politiker (SPD), Oberbürgermeister von Mülheim an der Ruhr                                            | 59    |       |
| 4. Mai  | Rolf Spörhase                     | deutscher Kaufmann und Schriftsteller                                                                           | 93    |       |
| 5. Mai  | Mauricio Cardozo Ocampo           | paraguayischer Komponist                                                                                        | 74    |       |
| 5. Mai  | Wilhelm Gutermuth                 | deutscher Internist                                                                                             | 77    |       |
| 5. Mai  | Hans Jancke                       | deutscher Physiker und Politiker (parteilos)                                                                    | 71    |       |
| 5. Mai  | Irmgard Keun                      | deutsche Schriftstellerin                                                                                       | 77    |       |
| 5. Mai  | Eberhard Knospe                   | deutscher DDR-Grenzsoldat, im Dienst erschossen                                                                 | 23    |       |
| 5. Mai  | Werner Müller                     | deutscher Maschineningenieur, Landrat                                                                           | 82    |       |
| 5. Mai  | Ingeborg Sello                    | deutsche Fotografin und Kunstkritikerin                                                                         | 66    |       |
| 5. Mai  | Cal Tjader                        | US-amerikanischer Latin-Jazz-Musiker                                                                            | 56    |       |
| 6. Mai  | Howard Fehr                       | US-amerikanischer Mathematikdidaktiker                                                                          | 80    |       |
| 6. Mai  | Kurt Mantel                       | deutscher Forst- und Rechtswissenschaftler, Historiker, Ökonom und Politologe                                   | 76    |       |
| 6. Mai  | Herman T. Schneebeli              | US-amerikanischer Politiker                                                                                     | 74    |       |
| 7. Mai  | Alfred Adam                       | französischer Schauspieler und Drehbuchautor                                                                    | 74    |       |
| 7. Mai  | Claudio Barrientos                | chilenischer Boxer                                                                                              | 45    |       |
| 7. Mai  | Arthur Busch                      | deutscher Politiker (SPD), MdHB, MdB                                                                            | 82    |       |
| 7. Mai  | Jean Picart Le Doux               | französischer Künstler                                                                                          | 80    |       |
| 7. Mai  | Franz Maier-Bruck                 | österreichischer Schriftsteller, Gastrosoph und Lexikograf                                                      | 54    |       |
| 7. Mai  | Wilson Laus Schmidt               | brasilianischer Geistlicher, Bischof von Chapecó                                                                | 65    |       |
| 8. Mai  | Sam Baker                         | US-amerikanischer Schauspieler                                                                                  | 75    |       |
| 8. Mai  | Neil Bogart                       | US-amerikanischer Manager                                                                                       | 39    |       |
| 8. Mai  | Paul Dittel                       | SS-Obersturmbannführer, Chef des Amtes VII im Reichssicherheitshauptamt                                         | 75    |       |
| 8. Mai  | Bernie Glow                       | US-amerikanischer Jazztrompeter des Swing und des Modern Jazz                                                   | 56    |       |
| 8. Mai  | Gilles Villeneuve                 | kanadischer Automobilrennfahrer                                                                                 | 32    |       |
| 8. Mai  | Peter Walter                      | deutscher Veterinärmediziner                                                                                    | 53    |       |
| 9. Mai  | Georg Blohm                       | deutscher Agrarwissenschaftler                                                                                  | 85    |       |
| 9. Mai  | Erich Duensing                    | deutscher Polizist, Polizeipräsident von West-Berlin (SPD)                                                      | 76    |       |
| 9. Mai  | Itō Takashi                       | japanischer Maler                                                                                               |       |       |
| 9. Mai  | Leon Hugh Kelso                   | US-amerikanischer Ornithologe und Botaniker                                                                     | 74    |       |
| 9. Mai  | Laura Wood                        | US-amerikanische Schauspielerin                                                                                 | 80    |       |
| 10. Mai | Werner Ackermann                  | deutschsprachiger Schriftsteller, Verleger und zeitweise Miteigentümer der Künstlerkolonie Monte Verità in A... | 89    |       |
| 10. Mai | Raymond Jonson                    | US-amerikanischer Maler                                                                                         | 90    |       |
| 10. Mai | Theodor Klüber                    | deutscher Unternehmer                                                                                           | 77    |       |
| 10. Mai | Mykola Kyzenko                    | ukrainischer Journalist, Heimatkundler, Staats- und Parteifunktionär                                            | 60    |       |
| 10. Mai | Ma Yinchu                         | chinesischer Ökonom                                                                                             | 99    |       |
| 10. Mai | Franz Obermanns                   | deutscher Kommunist und Kundschafter der Roten Armee                                                            | 72    |       |
| 10. Mai | Friedrich Schröder Sonnenstern    | deutscher Zeichner und Maler                                                                                    | 89    |       |
| 10. Mai | Don L. Short                      | US-amerikanischer Politiker (Republikanische Partei)                                                            | 78    |       |
| 10. Mai | Peter Weiss                       | deutsch-schwedischer Schriftsteller, Maler, Graphiker                                                           | 65    |       |
| 11. Mai | Åke Andersson                     | schwedischer Eishockeyspieler                                                                                   | 63    |       |
| 11. Mai | Heinrich Bartmann                 | deutscher Architekt und Hochschullehrer                                                                         | 83    |       |
| 11. Mai | Piet van Egmond                   | niederländischer Organist und Dirigent                                                                          | 70    |       |
| 11. Mai | Tibor Fazekas                     | ungarischer Wasserballspieler                                                                                   | 89    |       |
| 11. Mai | Jean Forton                       | französischer Schriftsteller                                                                                    | 51    |       |
| 11. Mai | Lucas Nogueira Garcez             | brasilianischer Ingenieur und Politiker (Partido Social Progressista)                                           | 68    |       |
| 11. Mai | Arend Schoemaker                  | niederländischer Fußballspieler                                                                                 | 70    |       |
| 11. Mai | Leigh Snowden                     | US-amerikanische Schauspielerin                                                                                 | 52    |       |
| 11. Mai | Marge Thurman                     | US-amerikanische Politikerin                                                                                    |       |       |
| 12. Mai | Victor Bayerl                     | deutscher Physikochemiker                                                                                       | 79    |       |
| 12. Mai | Otto Blanck                       | deutscher Maler                                                                                                 | 70    |       |
| 12. Mai | Walter Boas                       | deutsch-australischer Physiker                                                                                  | 78    |       |
| 12. Mai | Hardy Cross Dillard               | US-amerikanischer Jurist und Richter am Internationalen Gerichtshof                                             | 79    |       |
| 12. Mai | Hans-Lutz Niessen                 | niederländischer Gitarrist, Komponist und Musikpädagoge                                                         | 62    |       |
| 12. Mai | Carmine Rocco                     | italienischer Geistlicher, Erzbischof und vatikanischer Diplomat                                                | 70    |       |
| 12. Mai | Humphrey Searle                   | britischer Komponist und Schüler von Anton von Webern                                                           | 66    |       |
| 13. Mai | Robert Bechinie                   | österreichischer Steuerberater und Politiker (SPÖ), Abgeordneter zum Nationalrat                                | 62    |       |
| 13. Mai | Rudolf Grob                       | Schweizer evangelischer Geistlicher und Direktor einer Heilanstalt                                              | 92    |       |
| 13. Mai | Willi Mader                       | deutscher Schriftsteller und Kommunalpolitiker                                                                  | 84    |       |
| 13. Mai | Qara Qarayev                      | aserbaidschanischer Komponist                                                                                   | 64    |       |
| 13. Mai | Renzo Rossellini                  | italienischer Komponist, Musiker und Musikwissenschaftler                                                       | 74    |       |
| 13. Mai | Věra Suková                       | tschechoslowakische Tennisspielerin                                                                             | 50    |       |
| 14. Mai | Hugh Beaumont                     | US-amerikanischer Schauspieler und Regisseur                                                                    | 73    |       |
| 14. Mai | Robert Balthasar Christ           | Schweizer Journalist und Schriftsteller                                                                         | 78    |       |
| 14. Mai | Elizabeth Frances Cope            | US-amerikanische Mathematikerin                                                                                 | 79    |       |
| 14. Mai | Robert Juillard                   | französischer Kameramann                                                                                        | 75    |       |
| 14. Mai | Bernhard Meyer-Marwitz            | deutscher Verleger und Publizist                                                                                | 68    |       |
| 14. Mai | Theodor Thomsen                   | deutscher Segler                                                                                                | 78    |       |
| 14. Mai | Josip Turković                    | jugoslawischer Maler und Grafiker                                                                               | 46    |       |
| 15. Mai | Stuart Thomas Butler              | australischer Physiker                                                                                          | 55    |       |
| 15. Mai | Hans Freytag                      | deutscher Politiker (SPD), MdL                                                                                  | 68    |       |
| 15. Mai | Joelle Mogensen                   | französische Sängerin                                                                                           | 29    |       |
| 15. Mai | Birch Monroe                      | US-amerikanischer Country-Musiker                                                                               | 80    |       |
| 15. Mai | Gordon Smiley                     | US-amerikanischer Rennfahrer                                                                                    | 33    |       |
| 15. Mai | Ray Starling                      | britischer Jazzmusiker und Komponist                                                                            | 49    |       |
| 16. Mai | Hans Andreas                      | deutscher Mediziner                                                                                             | 69    |       |
| 16. Mai | B. R. Crisler                     | US-amerikanischer Journalist, Literatur- und Filmkritiker                                                       | 77    |       |
| 16. Mai | Hans Herzfeld                     | deutscher Historiker                                                                                            | 89    |       |
| 16. Mai | Sid Hickox                        | US-amerikanischer Kameramann                                                                                    | 86    |       |
| 16. Mai | Arne Leonhardt                    | deutscher Schriftsteller                                                                                        | 51    |       |
| 16. Mai | Iwan Michailow                    | bulgarischer Offizier im Range eines Generals und Politiker                                                     | 85    |       |
| 16. Mai | Feliciano Peña                    | mexikanischer Künstler                                                                                          | 67    |       |
| 16. Mai | Emili Salut i Payà                | katalanischer Komponist und Trompeter                                                                           | 63    |       |
| 16. Mai | Hermann Wösner                    | deutscher Politiker (CSU), MdL                                                                                  | 61    |       |
| 17. Mai | Peter Boardman                    | britischer Everest-Besteiger und Buchautor                                                                      | 31    |       |
| 17. Mai | Herbert Karrenberg                | deutscher Unternehmer, Oberbürgermeister der Stadt Neuss am Rhein                                               | 68    |       |
| 17. Mai | Joe Tasker                        | britischer Bergsteiger in den späten 1970er- und frühen 1980er-Jahren und Buchautor                             | 34    |       |
| 17. Mai | Karl Vornehm                      | österreichischer Architekt und Steinmetz                                                                        | 89    |       |
| 18. Mai | Emilio Abello                     | philippinischer Politiker, Diplomat und Wirtschaftsmanager                                                      | 76    |       |
| 18. Mai | Frankie Klick                     | US-amerikanischer Boxer                                                                                         | 75    |       |
| 18. Mai | Karl Silex                        | deutscher Journalist                                                                                            | 85    |       |
| 19. Mai | Otto Baxa                         | österreichischer Schriftsteller                                                                                 | 83    |       |
| 19. Mai | Fritz Hahn                        | deutscher Arzt und Pharmakologe                                                                                 | 75    |       |
| 19. Mai | Margrethe Hald                    | dänische Textilarchäologin                                                                                      | 85    |       |
| 19. Mai | Reinhard Karl                     | deutscher Alpinist, Fotograf und Schriftsteller                                                                 | 35    |       |
| 19. Mai | Zoltán Opata                      | ungarischer Fußballspieler und -trainer                                                                         | 81    |       |
| 19. Mai | Gertrud Sauerborn                 | deutsche Lehrerin und Sozialarbeiterin                                                                          | 83    |       |
| 20. Mai | Elisa Hall de Asturias            | guatemaltekische Autorin und Intellektuelle                                                                     | 82    |       |
| 20. Mai | Samuel Mikunis                    | kommunistischer israelischer Politiker und Knesset-Abgeordneter (1949–1974)                                     | 78    |       |
| 20. Mai | Monk Montgomery                   | US-amerikanischer Jazzbassist                                                                                   | 60    |       |
| 20. Mai | Martin Schmidt                    | deutscher evangelischer Theologe und Kirchenhistoriker                                                          | 73    |       |
| 20. Mai | Merle Antony Tuve                 | US-amerikanischer Physiker und Geophysiker                                                                      | 80    |       |
| 20. Mai | Tuudur Vettik                     | estnischer Komponist und Chorleiter                                                                             | 84    |       |
| 21. Mai | Marco Cimatti                     | italienischer Radrennfahrer                                                                                     | 70    |       |
| 21. Mai | Holger Crafoord                   | schwedischer Industrieller                                                                                      | 73    |       |
| 21. Mai | Rudolf Keydell                    | deutscher Klassischer Philologe und Bibliothekar                                                                | 95    |       |
| 21. Mai | Kurt Hans Schade                  | deutscher Politiker (CDU)                                                                                       | 55    |       |
| 22. Mai | T. J. Fowler                      | US-amerikanischer R&B- und Jazzmusiker                                                                          | 71    |       |
| 22. Mai | Alexander Iossifowitsch Herbstman | russischer Schachkomponist                                                                                      | 82    |       |
| 22. Mai | Wilhelm Lempken                   | deutscher Politiker (SPD), MdL                                                                                  | 68    |       |
| 22. Mai | Jay Lush                          | US-amerikanischer Genetiker                                                                                     | 86    |       |
| 22. Mai | Johann Mock                       | österreichischer Fußballspieler                                                                                 | 75    |       |
| 22. Mai | Cevdet Sunay                      | türkischer Offizier und Politiker                                                                               |       |       |
| 23. Mai | Renzo Bracesco                    | italienischer Komponist und Musikpädagoge                                                                       | 93    |       |
| 23. Mai | Gaston Bridel                     | Schweizer Journalist                                                                                            | 86    |       |
| 23. Mai | Karl Fochler                      | österreichischer Schauspieler                                                                                   | 84    |       |
| 23. Mai | Günther Fritsch                   | österreichischer Gerichtsreporter, Journalist und humoristischer Autor                                          | 55    |       |
| 23. Mai | Louis Gérardin                    | französischer Radrennfahrer                                                                                     | 69    |       |
| 23. Mai | Ove Karlsson                      | schwedischer Fußballspieler                                                                                     | 66    |       |
| 23. Mai | Lothar Machura                    | österreichischer Museumskurator und Naturschützer                                                               | 72    |       |
| 23. Mai | Violet McKenzie                   | australische Unternehmerin und Elektroingenieurin                                                               | 91    |       |
| 24. Mai | Anneliese Betschart               | Schweizer Schauspielerin und Regisseurin                                                                        | 52    |       |
| 24. Mai | Raffaele Calabria                 | italienischer Geistlicher, Erzbischof von Benevent                                                              | 75    |       |
| 24. Mai | Gustav Hagemann                   | deutscher Maler und Landschaftsmaler Plastiker                                                                  | 91    |       |
| 24. Mai | Muhammad Zakarīyā al-Kāndahlawī   | islamischer und sunnitischer Gelehrter des Hadith                                                               | 84    |       |
| 24. Mai | Karl-Heinz Reuber                 | deutscher Kommunalpolitiker                                                                                     | 76    |       |
| 25. Mai | Nikolai Alexandrowitsch Michailow | sowjetischer Politiker, Journalist und Diplomat                                                                 | 75    |       |
| 25. Mai | Hermine Sterler                   | deutsche Schauspielerin                                                                                         | 88    |       |
| 25. Mai | Hansgerhard Weiss                 | deutscher Autor                                                                                                 | 80    |       |
| 26. Mai | Hermann Albrecht                  | deutscher Schachkomponist und Begründer der Albrecht-Sammlung                                                   | 66    |       |
| 26. Mai | Franz Bueb                        | deutsch-österreichisch-US-amerikanischer Maler                                                                  |       |       |
| 26. Mai | Semra Ertan                       | türkische Selbstmörderin                                                                                        | 25    |       |
| 26. Mai | Giovanni Folcarelli               | US-amerikanischer Politiker                                                                                     | 55    |       |
| 26. Mai | Emma Horion                       | deutsche Vertreterin der katholischen Frauenfürsorge in der Christlichen Frauenbewegung                         | 92    |       |
| 26. Mai | Karl Grathwohl                    | deutscher Geologe und Politiker (FDP/DVP)                                                                       | 76    |       |
| 26. Mai | Beirne Lay junior                 | US-amerikanischer Buch- und Drehbuchautor                                                                       | 72    |       |
| 26. Mai | Erich Letterer                    | deutscher Pathologe und Hochschullehrer                                                                         | 86    |       |
| 26. Mai | Janos Graf Pejacsevich            | ungarisch-deutscher Jockey und Galoppertrainer                                                                  | 67    |       |
| 26. Mai | Vladimirs Svistuņenko             | lettischer Fußballspieler                                                                                       | 78    |       |
| 26. Mai | Ernst Zipperer                    | deutscher Maler und Grafiker                                                                                    | 94    |       |
| 27. Mai | Joseph Mader                      | deutscher Maler und Grafiker                                                                                    | 76    |       |
| 27. Mai | Richard Riegel                    | deutscher Politiker (KPD), MdL                                                                                  | 81    |       |
| 28. Mai | Enrico Colli                      | italienischer Skilangläufer                                                                                     | 85    |       |
| 28. Mai | Gerhard Conrad                    | deutscher Offizier, zuletzt Generalleutnant im Zweiten Weltkrieg                                                | 87    |       |
| 28. Mai | Grete Freund                      | österreichische Schauspielerin und Operettensängerin                                                            | 96    |       |
| 28. Mai | Alexander Hurd                    | kanadischer Eisschnellläufer                                                                                    | 71    |       |
| 28. Mai | Herbert Jones                     | britischer Offizier                                                                                             | 42    |       |
| 28. Mai | Omar Hayat Malik                  | pakistanischer Diplomat                                                                                         | 87    |       |
| 28. Mai | Carlo Miranda                     | italienischer Mathematiker                                                                                      | 69    |       |
| 28. Mai | Leo Nanayakkara                   | sri-lankischer römisch-katholischer Ordensgeistlicher, Bischof von Badulla                                      | 64    |       |
| 28. Mai | Franz Schedl                      | österreichischer Politiker, Landtagsabgeordneter im Burgenland                                                  | 80    |       |
| 28. Mai | Michael Scherz                    | österreichischer Politiker (SPÖ), Landtagsabgeordneter                                                          | 86    |       |
| 28. Mai | Motiejus Šumauskas                | litauischer Politiker und Ministerpräsident                                                                     | 76    |       |
| 28. Mai | Herbert Wagner                    | österreichischer Luftfahrtpionier                                                                               | 82    |       |
| 29. Mai | Henri Dulieux                     | französischer Fechter                                                                                           | 85    |       |
| 29. Mai | Walter Harzer                     | deutscher SS-Offizier und Ritterkreuzträger                                                                     | 69    |       |
| 29. Mai | Romy Schneider                    | deutsch-französische Schauspielerin                                                                             | 43    |       |
| 29. Mai | Charles Tschopp                   | Schweizer Schriftsteller                                                                                        | 82    |       |
| 30. Mai | Armand Molinetti                  | französischer Jazzmusiker (Schlagzeug)                                                                          | 68    |       |
| 30. Mai | Albert Norden                     | deutscher Politiker (KPD, SED), MdV                                                                             | 77    |       |
| 30. Mai | Georg Stibi                       | deutscher Politiker (SED)                                                                                       | 80    |       |
| 31. Mai | Carlo Mauri                       | italienischer Bergsteiger, Abenteurer und Dokumentarfilmer                                                      | 52    |       |
| 31. Mai | Ahmed Mezerna                     | algerisch-französischer Politiker, Mitglied der Nationalversammlung                                             | 75    |       |
| 31. Mai | Carlo Tagliavini                  | italienischer Linguist, Romanist, Italianist, Rumänist, Albanologe und Finnougrist                              | 78    |       |
| 31. Mai | Juan Antonio de Zunzunegui        | spanischer Schriftsteller                                                                                       | 80    |       |

## Juni
| Tag      | Name                             | Beruf, bekannt als                                                                                              | Alter | Beleg |
| -------- | -------------------------------- | --- | ----- | ----- |
| 1. Juni  | Einar Juhl                       | dänischer Schauspieler                                                                                          | 86    |       |
| 1. Juni  | Alice Sommer                     | deutsche Zeichnerin                                                                                             | 83    |       |
| 2. Juni  | Fazal Ilahi Chaudhry             | pakistanischer Politiker, Präsident Pakistans (1973–1978)                                                       | 78    |       |
| 2. Juni  | Hans Theodor Hallier             | deutscher Maler                                                                                                 | 73    |       |
| 2. Juni  | Hermann Christian Hitzler        | deutscher Manager                                                                                               | 83    |       |
| 2. Juni  | Herbert Quandt                   | deutscher Industrieller                                                                                         | 71    |       |
| 2. Juni  | Felix Rühl                       | deutscher SS-Hauptsturmführer                                                                                   | 71    |       |
| 2. Juni  | Willie Smith                     | englischer Billard- und Snookerspieler                                                                          | 96    |       |
| 3. Juni  | Sergei Artemjewitsch Balassanjan | sowjetischer Komponist                                                                                          | 79    |       |
| 3. Juni  | Hermann Boerner                  | deutscher Mathematiker                                                                                          | 75    |       |
| 3. Juni  | Rusty Day                        | US-amerikanischer Rocksänger                                                                                    | 36    |       |
| 3. Juni  | Joachim Illies                   | deutscher Biologe, Entomologe und Sachbuchautor                                                                 | 57    |       |
| 3. Juni  | Arwed Imiela                     | deutscher Serienmörder                                                                                          | 52    |       |
| 3. Juni  | Gerhard Lindner                  | deutscher Generalmajor im Zweiten Weltkrieg                                                                     | 85    |       |
| 3. Juni  | Wilhelm Renner                   | deutscher Brigadegeneral des Heeres der Bundeswehr                                                              | 67    |       |
| 4. Juni  | Julius Ashkin                    | US-amerikanischer Physiker                                                                                      | 61    |       |
| 4. Juni  | Friedrich Wilhelm Gaik           | deutscher Filmproduzent, Produktions- und Herstellungsgruppenleiter                                             | 85    |       |
| 4. Juni  | Edouard de Haller                | Schweizer Jurist, Diplomat und Botschafter                                                                      | 85    |       |
| 4. Juni  | Hermanni Pihlajamäki             | finnischer Ringer                                                                                               | 78    |       |
| 4. Juni  | Hermann Schlüter                 | deutscher Politiker (CDU), MdBB, Präses der Handwerkskammer                                                     | 74    |       |
| 4. Juni  | Viktor Staal                     | österreichischer Schauspieler                                                                                   | 73    |       |
| 4. Juni  | Günther Steines                  | deutscher Leichtathlet und Olympiamedaillengewinner                                                             | 53    |       |
| 5. Juni  | Roger Bonvin                     | Schweizer Politiker (CVP)                                                                                       | 74    |       |
| 5. Juni  | Franz Brunner                    | österreichischer Landwirt und Politiker (ÖVP), Landtagsabgeordneter, Abgeordneter zum Nationalrat               | 55    |       |
| 5. Juni  | Gunter Groll                     | deutscher Dramaturg, Filmkritiker, Lektor und Schriftsteller                                                    | 67    |       |
| 5. Juni  | Olle Hellbom                     | schwedischer Regisseur und Drehbuchautor                                                                        | 56    |       |
| 5. Juni  | Johannes Hertel                  | deutscher Politiker (DRP) und MdL                                                                               | 74    |       |
| 5. Juni  | Nishiwaki Junzaburō              | japanischer Schriftsteller                                                                                      | 88    |       |
| 5. Juni  | John Vitale                      | US-amerikanischer Mafioso                                                                                       | 73    |       |
| 6. Juni  | Lothar Fritz Freie               | deutsches Todesopfer der Berliner Mauer                                                                         | 27    |       |
| 6. Juni  | Kenneth Rexroth                  | US-amerikanischer Dichter, Literaturkritiker und Vater der Beat Generation                                      | 76    |       |
| 7. Juni  | Walter Fischer                   | deutscher Maler und Grafiker                                                                                    | 71    |       |
| 07. Juni | Gustave Heiss                    | US-amerikanischer Fechter                                                                                       | 77    |       |
| 7. Juni  | Theodor Stillger                 | deutscher Architekt und Pädagoge                                                                                | 61    |       |
| 7. Juni  | Antonius Hubert Thijssen         | niederländischer Ordensgeistlicher, römisch-katholischer Bischof von Larantuka                                  | 76    |       |
| 7. Juni  | Carlos Vidal                     | chilenischer Fußballspieler                                                                                     | 80    |       |
| 8. Juni  | William H. Brown Jr.             | amerikanischer Fernsehregisseur, Produzent und Komponist                                                        | 64    |       |
| 8. Juni  | Fritz Micheel                    | deutscher Chemiker                                                                                              | 81    |       |
| 8. Juni  | Satchel Paige                    | US-amerikanischer Baseballspieler                                                                               | 75    |       |
| 8. Juni  | Elisabeth Rothweiler             | deutsche Politikerin und Lehrerin                                                                               | 87    |       |
| 8. Juni  | Manus Vrauwdeunt                 | niederländischer Fußballspieler                                                                                 | 67    |       |
| 8. Juni  | Jean Wiener                      | französischer Filmkomponist und Pianist                                                                         | 86    |       |
| 9. Juni  | Mirza Nasir Ahmad                | indisch-pakistanischer 3. Kalif der Ahmadiyya Muslim Jamaat                                                     | 72    |       |
| 9. Juni  | Richard St. Barbe Baker          | britischer Forstwissenschaftler, Umweltaktivist und Autor                                                       | 92    |       |
| 10. Juni | Geo Barton                       | rumänischer Schauspieler                                                                                        | 70    |       |
| 10. Juni | Gheorghe Cozorici                | rumänischer Schauspieler                                                                                        | 48    |       |
| 10. Juni | Gala Éluard Dalí                 | spanische Künstlermuse und Ehefrau von Paul Éluard und Salvador Dalí                                            | 87    |       |
| 10. Juni | Vilma Eckl                       | österreichische Malerin                                                                                         | 89    |       |
| 10. Juni | Gulli Ewerlund                   | schwedische Schwimmerin                                                                                         | 82    |       |
| 10. Juni | Rainer Werner Fassbinder         | deutscher Regisseur, Filmproduzent und Bühnenautor                                                              | 37    |       |
| 10. Juni | Bernard Heinze                   | australischer Musiker, Dirigent und Musikpädagoge                                                               | 87    |       |
| 10. Juni | Ambros Nesensohn                 | österreichischer Politiker (VdU/FPÖ), Landtagsabgeordneter zum Vorarlberger Landtag                             | 74    |       |
| 10. Juni | Boyd Senter                      | US-amerikanischer Jazzmusiker                                                                                   | 83    |       |
| 10. Juni | José Villagrán García            | mexikanischer Architekt                                                                                         | 80    |       |
| 10. Juni | Erich Welter                     | deutscher Publizist, Journalist und Geisteswissenschaftler                                                      | 81    |       |
| 10. Juni | Friedrich Winter                 | deutscher Jurist und Politiker (CSU), MdB                                                                       | 80    |       |
| 11. Juni | Hermann Dürbeck                  | deutscher Politiker (CSU), MdL                                                                                  | 53    |       |
| 11. Juni | Jaurés Lamarque Pons             | uruguayischer Pianist und Komponist                                                                             | 65    |       |
| 11. Juni | Al Rinker                        | US-amerikanischer Sänger und Songwriter                                                                         | 74    |       |
| 11. Juni | Alois Franz Rottensteiner        | österreichischer Kinderbuchautor und Verlegslektor                                                              | 70    |       |
| 11. Juni | Emil Schmid                      | Schweizer Botaniker                                                                                             | 91    |       |
| 11. Juni | Fritz Schmidt                    | deutscher Ingenieur, Wärmetechniker sowie Hochschullehrer                                                       | 81    |       |
| 11. Juni | Rolf Störmer                     | deutscher Architekt                                                                                             |       |       |
| 11. Juni | Richard Tamblé                   | deutscher Zahnarzt und Politiker (SPD), MdB                                                                     | 68    |       |
| 12. Juni | Peter William Bartholome         | US-amerikanischer Geistlicher, Bischof von Saint Cloud                                                          | 89    |       |
| 12. Juni | Otto Brunner                     | österreichischer Historiker                                                                                     | 84    |       |
| 12. Juni | Karl von Frisch                  | österreichischer Hochschullehrer, Biologe, Zoologe, Nobelpreisträger                                            | 95    |       |
| 12. Juni | Wilhelm Meyer                    | deutscher Zahnarzt und Hochschullehrer                                                                          | 86    |       |
| 12. Juni | Alexander Pirnie                 | US-amerikanischer Politiker                                                                                     | 79    |       |
| 12. Juni | Marie Rambert                    | polnisch-britische Tänzerin und Ballettpädagogin                                                                | 94    |       |
| 12. Juni | Francis Shaughnessy              | US-amerikanisch-kanadischer Eishockeyspieler                                                                    | 70    |       |
| 13. Juni | Khalid ibn Abd al-Aziz           | saudi-arabischer König (1975–1982)                                                                              |       |       |
| 13. Juni | Heinz Geyer                      | deutscher Dirigent und Komponist, tätig in Brasilien                                                            | 84    |       |
| 13. Juni | Marvin Griffin                   | US-amerikanischer Politiker                                                                                     | 74    |       |
| 13. Juni | Herbert Hesmer                   | deutscher Forstwissenschaftler                                                                                  | 77    |       |
| 13. Juni | John A. Lee                      | neuseeländischer Politiker und Schriftsteller                                                                   | 90    |       |
| 13. Juni | Joseph Martin                    | belgischer Priester, erster Bischof von Bururi                                                                  | 79    |       |
| 13. Juni | Riccardo Paletti                 | italienischer Rennfahrer                                                                                        | 23    |       |
| 13. Juni | Theodor von Sponeck              | deutscher Generalleutnant im Zweiten Weltkrieg                                                                  | 86    |       |
| 14. Juni | Marjorie Bennett                 | australische Schauspielerin                                                                                     | 86    |       |
| 14. Juni | Adalbert Karl Gauss              | österreichischer Lehrer, Verleger, Journalist und Volkskundler                                                  | 69    |       |
| 14. Juni | Anthoon Johan Koejemans          | niederländischer Journalist, Politiker und Schriftsteller                                                       | 79    |       |
| 14. Juni | Karl Kötschau                    | deutscher Arzt, Homöopath und Naturheilkunde-Propagandist                                                       | 90    |       |
| 14. Juni | George Tremblay                  | US-amerikanischer Komponist                                                                                     | 71    |       |
| 14. Juni | Gottlieb Zeithammer              | österreichischer Bassbariton                                                                                    | 78    |       |
| 15. Juni | John Callanan                    | irischer Politiker                                                                                              | 72    |       |
| 15. Juni | Helen Hessel                     | deutsche Modejournalistin und Ehefrau des Schriftstellers Franz Hessel                                          | 96    |       |
| 15. Juni | Gottfried Kolditz                | deutscher DEFA-Spielfilmregisseur                                                                               | 59    |       |
| 15. Juni | Josef Lechnir                    | deutscher Wasserspringer und Urologe                                                                            | 84    |       |
| 15. Juni | Art Pepper                       | US-amerikanischer Altsaxophonist                                                                                | 56    |       |
| 15. Juni | Hermann Schlichting              | deutscher Ingenieur, Professor für Flugmechanik und Strömungstechnik                                            | 74    |       |
| 16. Juni | James Honeyman-Scott             | britischer Gitarrist; Mitglied der Pretenders                                                                   | 25    |       |
| 16. Juni | Georg Leibbrandt                 | deutscher Ministerialdirektor im Reichsministerium für die besetzten Ostgebiete während der Zeit des Nationa... | 82    |       |
| 16. Juni | Anton Mayer-Pfannholz            | deutscher Kunsthistoriker und Hochschullehrer                                                                   | 90    |       |
| 16. Juni | Václav Mottl                     | tschechoslowakischer Kanute                                                                                     | 68    |       |
| 16. Juni | Heinrich Oeschger                | Schweizer Architekt                                                                                             | 81    |       |
| 16. Juni | Felix Tarbuk                     | österreichischer Oberstleutnant der deutschen Wehrmacht                                                         | 89    |       |
| 16. Juni | Gwen Wakeling                    | US-amerikanische Kostümbildnerin beim Film                                                                      | 81    |       |
| 17. Juni | Roberto Calvi                    | italienischer Banker                                                                                            | 62    |       |
| 17. Juni | Zdeněk Kalista                   | tschechischer Historiker, Dichter, Literaturkritiker, Herausgeber und Übersetzer                                | 81    |       |
| 17. Juni | Wilhelm Sigmund                  | österreichischer Politiker (SPÖ)                                                                                | 78    |       |
| 17. Juni | Max Tandler                      | sächsischer Mundartdichter                                                                                      | 87    |       |
| 18. Juni | Djuna Barnes                     | US-amerikanische Schriftstellerin                                                                               | 90    |       |
| 18. Juni | John Cheever                     | US-amerikanischer Schriftsteller                                                                                | 70    |       |
| 18. Juni | Alfredo Gartenberg               | austrobrasilianischer Journalist und Verbandsfunktionär                                                         | 84    |       |
| 18. Juni | Roscoe H. Hillenkoetter          | US-amerikanischer Vizeadmiral der US Navy und Direktor der CIA (1947–1950)                                      | 85    |       |
| 18. Juni | Curd Jürgens                     | deutsch-österreichischer Bühnen- und Film-Schauspieler                                                          | 66    |       |
| 18. Juni | Max Wachtel                      | deutscher Luftwaffenoberst und Flughafenmanager                                                                 | 85    |       |
| 19. Juni | Veronica Grace Boland            | US-amerikanische Politikerin                                                                                    | 83    |       |
| 19. Juni | Gotthilf Bronisch                | deutscher Rechtsanwalt                                                                                          | 81    |       |
| 20. Juni | Fritz von Bergmann               | deutscher Hochschullehrer                                                                                       | 74    |       |
| 20. Juni | René Gabriëls                    | belgischer Karambolagespieler und Billardtischhersteller                                                        | 70    |       |
| 20. Juni | Ilona Hubay                      | ungarische Bibliothekarin und Inkunabel-Expertin                                                                | 79    |       |
| 20. Juni | Ricardo Mosquera Eastman         | argentinischer Diplomat                                                                                         | 63    |       |
| 21. Juni | Hendrik Wade Bode                | US-amerikanischer Elektrotechniker                                                                              | 76    |       |
| 21. Juni | Frank Eugene Hook                | US-amerikanischer Politiker                                                                                     | 89    |       |
| 21. Juni | Frank Hovington                  | US-amerikanischer Bluessänger, Gitarrist, Banjo- und Ukulele-Spieler                                            | 63    |       |
| 21. Juni | Orval Hobart Mowrer              | US-amerikanischer Psychologe                                                                                    | 75    |       |
| 21. Juni | Karel Nigrín                     | tschechischer Politiker und Dissident                                                                           | 78    |       |
| 21. Juni | Stjepan Romić                    | jugoslawischer Veterinärmediziner                                                                               | 75    |       |
| 21. Juni | Fred Zollner                     | US-amerikanischer Eigentümer der Zollner Pistons in der National Basketball League                              | 81    |       |
| 22. Juni | Charles Chandler                 | US-amerikanischer Ruderer                                                                                       | 70    |       |
| 22. Juni | Rafael Fortún                    | kubanischer Sprinter                                                                                            | 62    |       |
| 22. Juni | Gebhard Ludwig Himmler           | deutscher Parteifunktionär in der Zeit des Nationalsozialismus                                                  | 83    |       |
| 22. Juni | Alexandra von Wolff-Stomersee    | deutsch-baltische Psychoanalytikerin                                                                            | 87    |       |
| 23. Juni | Marie Braun                      | niederländische Schwimmerin                                                                                     | 71    |       |
| 23. Juni | Willy Hoheisel                   | deutscher Politiker (SPD), MdA                                                                                  | 87    |       |
| 23. Juni | Gerhard Iversen                  | deutscher Kaufmann und Politiker (CDU), MdBB                                                                    | 64    |       |
| 23. Juni | Marcel Regamey                   | Schweizer Politiker (Ligue vaudoise)                                                                            | 76    |       |
| 24. Juni | Paul Benthien                    | deutscher Tischtennisspieler                                                                                    | 68    |       |
| 24. Juni | Willy Fränzl                     | österreichischer Solotänzer                                                                                     | 84    |       |
| 24. Juni | Miguel Ángel Menéndez Reyes      | mexikanischer Botschafter                                                                                       | 78    |       |
| 24. Juni | Rudolf Steiger                   | Schweizer Architekt                                                                                             | 81    |       |
| 24. Juni | Jakob Streitle                   | deutscher Fußballspieler                                                                                        | 65    |       |
| 25. Juni | Daisy Curwen                     | britische Schwimmerin                                                                                           | 92    |       |
| 25. Juni | Anatoli Dmitrijewitsch Golownja  | sowjetischer Kameramann                                                                                         | 82    |       |
| 25. Juni | Igor Sergejewitsch Gusenko       | sowjetischer Kryptograf                                                                                         | 63    |       |
| 25. Juni | Ed Hamm                          | US-amerikanischer Weitspringer                                                                                  | 76    |       |
| 25. Juni | Alex Welsh                       | britischer Jazzmusiker                                                                                          | 52    |       |
| 26. Juni | Geoffrey Bourne, Baron Bourne    | britischer General                                                                                              | 79    |       |
| 26. Juni | Albert Bruckmayr                 | österreichischer Benediktinerabt im Stift Kremsmünster                                                          | 68    |       |
| 26. Juni | Robert Kyle Burns                | US-amerikanischer Wissenschaftler                                                                               | 85    |       |
| 26. Juni | Charles Courant                  | Schweizer Ringer und Schwinger sowie Sportfunktionär                                                            | 86    |       |
| 26. Juni | Alfredo Marceneiro               | portugiesischer Fado-Sänger                                                                                     | 91    |       |
| 26. Juni | Alexander Mitscherlich           | deutscher Psychoanalytiker und Schriftsteller                                                                   | 73    |       |
| 26. Juni | André Tchaikowsky                | polnischer Komponist und Pianist                                                                                | 46    |       |
| 27. Juni | Gunnar Malmquist                 | schwedischer Astronom                                                                                           | 89    |       |
| 28. Juni | Raúl Berón                       | argentinischer Tangosänger                                                                                      | 62    |       |
| 28. Juni | Reinhard Dorn                    | deutscher Architekt, Sachbuchautor und Hochschuldozent                                                          | 48    |       |
| 28. Juni | Woldemar Gerschler               | deutscher Leichtathletiktrainer                                                                                 | 78    |       |
| 28. Juni | Hans-Gunther Klein               | deutscher Theatergründer und -leiter                                                                            | 50    |       |
| 28. Juni | Carl Mandelartz                  | deutscher Schriftsteller                                                                                        | 73    |       |
| 28. Juni | Wiesław Maniak                   | polnischer Leichtathlet                                                                                         | 44    |       |
| 28. Juni | George Matthews                  | US-amerikanischer Jazz-Posaunist des Swing                                                                      | 69    |       |
| 28. Juni | Adolf Portmann                   | Schweizer Zoologe und Naturphilosoph                                                                            | 85    |       |
| 28. Juni | Günther Teller                   | deutscher Generalleutnant, Vorsitzender des Zentralvorstands der GST der DDR                                    | 56    |       |
| 29. Juni | Pierre Balmain                   | französischer Modeschöpfer                                                                                      | 68    |       |
| 29. Juni | Leonard G. Berry                 | kanadischer Mineraloge                                                                                          |       |       |
| 29. Juni | Michael Brennan                  | britischer Schauspieler                                                                                         | 69    |       |
| 29. Juni | Rudolf Hanslik                   | österreichischer Klassischer Philologe                                                                          | 75    |       |
| 29. Juni | Henry King                       | US-amerikanischer Filmregisseur                                                                                 | 96    |       |
| 29. Juni | Piero Meriggi                    | italienischer Altphilologe und Indogermanist                                                                    | 83    |       |
| 29. Juni | Bernhard Rogge                   | deutscher Marineoffizier                                                                                        | 82    |       |
| 29. Juni | Carl Stenger                     | deutscher Politiker (SPD), MdB                                                                                  | 76    |       |
| 29. Juni | Taguchi Masaharu                 | japanischer Schwimmer                                                                                           | 66    |       |
| 30. Juni | Alfred Dohm                      | deutscher Politiker (SPS/CDU) und Journalist                                                                    | 60    |       |
| 30. Juni | Ahmet Zeki Özak                  | türkischer Admiral                                                                                              |       |       |